# Juliusz (książę Brunszwiku)
Juliusz, niem. Julius (ur. 29 czerwca 1528 w Wolfenbüttel, zm. 3 maja 1589 tamże) – książę Brunszwiku-Wolfenbüttel od 1568 r., także książę Brunszwiku-Calenberg od 1584 r., z dynastii Welfów.

## Życiorys
Juliusz był trzecim (spośród tych, którzy dotrwali do wieku dorosłego) synem księcia Brunszwiku-Wolfenbüttel Henryka II Młodszego oraz Marii, córki Henryka, hrabiego Wirtemberg-Mömpelgard. Miał trudną młodość, co było spowodowane z jednej strony ułomnością fizyczną (miał skarłowaciałe stopy), a z drugiej konfliktem z ojcem wywołanym przez sympatię Juliusza wobec reformacji (Henryk II Młodszy konsekwentnie stał po stronie katolicyzmu i cesarza). Ponieważ posiadał dwóch starszych braci, przeznaczony został do stanu duchownego (w 1542 r. został kanonikiem w Kolonii). W 1549 r. wyjechał na studia za granicę, początkowo we Francji, potem w Niderlandach. Wrócił w 1552 r.
W 1553 r. nastąpiła zmiana jego pozycji w księstwie. W bitwie pod Sievershausen, jaką jego ojciec wraz z Maurycym Wettinem stoczył z wojskami margrabiego Kulmbach, Albrechta Alcybiadesa Hohenzollerna, zginęli obaj starsi bracia Juliusza, przez co ten ostatni został następcą tronu w Wolfenbüttel. Jego ojciec jednak nie był z tego zadowolony, przede wszystkim z uwagi na wyznanie syna, i Juliusz obawiając się o swoje życie wyjechał w 1558 r. do swego szwagra, margrabiego brandenburskiego Jana z Kostrzyna. Tam Juliusz odebrał nauki rządzenia księstwem. Powrócił do Wolfenbüttel i pogodził się z ojcem dopiero po swoim ożenku w 1560 r. z Jadwigą, bratanicą Jana z Kostrzynia. Henryk Młodszy powierzył mu wówczas w zarząd część księstwa.
Juliusz objął tron książęcy w Wolfenbüttel po śmierci ojca w 1568 r. Niezwłocznie po wstąpieniu na tron przeprowadził też reformy religijne, wprowadzając na terenie księstwa luteranizm i organizując związaną z tym nową strukturę kościelną. W celu uzyskania wykwalifikowanych kadr do obsadzenia stanowisk urzędniczych oraz funkcji kościelnych utworzył w 1576 r. uniwersytet w Helmstedt. W tym samym okresie przeprowadził reformę administracji księstwa, odróżniając sprawy książęce od państwowych. Głównym celem jego polityki było umocnienie księstwa, szczególnie w dziedzinie gospodarki. Szczególnie wnikliwie zajmował się sprawami finansowymi; rozwijał także sieć komunikacyjną w księstwie (w tym szczególnie – dróg wodnych). Poszukiwał złoży surowców mineralnych, zreorganizował przedsięwzięcia górnicze i hutnicze oraz gospodarkę leśną i solną. Działał na rzecz tworzenia nowych kontaktów handlowych, które otwierały nowe rynki zbytu na produkty księstwa. Efektem tych działań była znacząca redukcja zadłużenia księstwa, które pozostawił swemu następcy w kwitnącym stanie.
Nie angażował się specjalnie w politykę zagraniczną i nie próbował walczyć o wpływy polityczne w Cesarstwie. Zachowywał dużą powściągliwość w kwestiach religijnych, m.in. odmówił przystąpienia do sojuszu książąt protestanckich – nie chciał występować przeciwko Habsburgom, m.in. z powodu związków, jakie łączyły go z cesarzem Maksymilianem II. Pod koniec życia, w 1584 r., po bezpotomnej śmierci swego kuzyna, Eryka II Młodszego objął też władzę w drugiej części księstwa brunszwickiego z Calenbergiem.
Zmarł w 1589 r., jego następcą został najstarszy syn, Henryk Juliusz.

## Życie prywatne
Juliusz w 1560 r. poślubił Jadwigę (zmarłą w 1602), córkę margrabiego Brandenburgii Joachima II Hektora z rodu Hohenzollernów. Ze związku tego pochodziło jedenaścioro dzieci:
- Zofia Jadwiga (ur. 1561, zm. 1631) – żona księcia pomorskiego na Wołogoszczy Ernesta Ludwika,
- Henryk Juliusz (ur. 1564, zm. 1613) – następca ojca, książę Brunszwiku,
- Maria (ur. 1566, zm. 1626) – żona księcia Saksonii-Lauenburga-Ratzeburga Franciszka II,
- Elżbieta (ur. 1567, zm. 1618) – żona hrabiego Holsztynu-Schauenburga Adolfa XII, a następnie księcia Lüneburga-Harburga Krzysztofa,
- Filip Zygmunt (ur. 1568, zm. 1623) – biskup Verden i Osnabrück,
- Małgorzata (ur. 1571, zm. 1580),
- Joachim Karol (ur. 1573, zm. 1615),
- Sabina Katarzyna (ur. 1574, zm. 1590),
- Dorota Augusta (ur. 1577, zm. 1625) – ksieni w Gandersheim,
- Juliusz August (ur. 1578, zm. 1617) – opat w Michaelstein,
- Jadwiga (ur. 1580, zm. 1657) – żona księcia Lüneburga-Harburga Ottona III.